# Ле-Планшет
Ле-Планшет (фр. Les Planchettes) — громада в Швейцарії в кантоні Невшатель.

## Географія
Громада розташована на відстані близько 55 км на захід від Берна, 18 км на північний захід від Невшателя.
Ле-Планшет має площу 11,7 км², з яких на 3,1 % дозволяється будівництво (житлове та будівництво доріг), 37,6 % використовуються в сільськогосподарських цілях, 56,8 % зайнято лісами, 2,6 % не є продуктивними (річки, льодовики або гори).

## Демографія
2019 року в громаді мешкало 212 осіб (-6,6 % порівняно з 2010 роком), іноземців було 13,2 %. Густота населення становила 18 осіб/км².
За віковим діапазоном населення розподілялося таким чином: 20,8 % — особи молодші 20 років, 60,8 % — особи у віці 20—64 років, 18,4 % — особи у віці 65 років та старші. Було 90 помешкань (у середньому 2,3 особи в помешканні).
Із загальної кількості 67 працюючих 23 було зайнятих в первинному секторі, 18 — в обробній промисловості, 26 — в галузі послуг.